# Dušan Blaganje
Dušan Blaganje (ml.), slovenski arhitekt in politik, * 16. maj 1950.
Med 1. marcem 1993 in 16. junijem 2000 je bil državni sekretar Republike Slovenije (za prostor) na Ministrstvu za okolje, prostor in energijo Republike Slovenije.